# Кертукмахи
Кертукмахи (дарг. Кертугмахьи) — село в Акушинском районе Дагестана. Входит в состав сельского поселения «Сельсовет „Акушинский“».

## Географическое положение
Расположено в 2,5 км к северу от районного центра села Акуша, на правом берегу реки Акуша.

## Население
| 1926 | 1939 | 1970 | 1989 | 2002 | 2010 | 2021 |
| ---- | ---- | ---- | ---- | ---- | ---- | ---- |
| 94   | ↗114 | ↗169 | ↗322 | ↗550 | ↗662 | ↗697 |